# Nasusina minuta
Nasusina minuta är en fjärilsart som beskrevs av George Duryea Hulst 1896. Nasusina minuta ingår i släktet Nasusina och familjen mätare. Inga underarter finns listade i Catalogue of Life.